# Alessandro Andreozzi
Alessandro Andreozzi (Macerata, 2 giugno 1991) è un pilota motociclistico italiano, campione italiano classe Moto2 nel 2011.

## Carriera
Dopo aver gareggiato nella coppa Italia del 2010, l'anno successivo, dopo che era stato respinto un reclamo a suo carico, ottiene il titolo nel campionato Italiano Velocità della classe Moto2 e debutta anche nel motomondiale, sempre nella stessa classe, partecipando al Gran Premio di San Marino come wildcard e concludendo la gara 29º. L'anno successivo partecipa alla seconda metà di stagione del mondiale in sella ad una Speed Up, senza mai andare a punti. Sempre nel 2012 giunge secondo nel campionato italiano e partecipa al Gran Premio di Misano nel mondiale Supersport in sella ad una Yamaha YZF-R6 del team Bike Service R.T., giungendo ventesimo al traguardo.
L'anno seguente cambia categoria nel campionato italiano, giungendo all'ottavo posto tra le Superbike. Sempre nel 2013 passa alla Superstock 1000 FIM Cup con il team Pedercini alla guida di una Kawasaki ZX-10R, i compagni di squadra per questa stagione sono Simone Grotzkyj Giorgi, Lorenzo Savadori, Francesco Dittali e Leandro Mercado. Andreozzi fa segnare due giri veloci ma non riesce a salire sul podio, conclude la stagione al nono posto con 64 punti. Contestualmente alla Stock 1000, nel 2013 è pilota titolare nel campionato italiano Superbike dove chiude all'ottavo posto. Passa al campionato mondiale Superbike nel 2014 sempre con il team Pedercini su una Kawasaki ZX-10R in configurazione EVO. Chiude la stagione al diciannovesimo posto assoluto con 22 punti, settimo tra quelli dotati di motociclette in configurazione EVO, il miglior risultato stagionale è il nono posto ottenuto in gara 2 nel Gran Premio degli Stati Uniti.
Nel 2015 torna a disputare delle gare in un campionato mondiale ottenendo una wild-card per disputare gli ultimi due Gran Premi della Superstock 1000 FIM Cup a bordo di un'Aprilia RSV4 RF del team Nuova M2 Racing (Lo stesso team con cui è quarto nel CIV). I compagni di squadra sono Lorenzo Savadori e Kevin Calia. Ottiene un tredicesimo ed un settimo posto che gli permettono di totalizzare 12 punti, buoni per piazzarsi ventunesimo in classifica finale. Nel 2016 è nuovamente pilota titolare nella Superstock 1000 FIM Cup, lo fa guidando una Kawasaki ZX-10R gestita dal team Pedercini per il quale aveva già corso nel 2013 e nel 2014. I compagni di squadra per questa stagione sono Jérémy Guarnoni, Christophe Ponsson e Roberto Mercandelli. A partire dal Gran Premio di Germania al Lausitzring passa al SK-Racing Team by Barni in sella ad una Ducati Panigale R. Chiude la stagione al venticinquesimo posto con sette punti ottenuti.
Nel 2017 è pilota titolare nel campionato Italiano Velocità con una Yamaha YZF-R1, con cui si posiziona quinto in classifica finale. Nella stessa stagione torna nella Superstock 1000 per disputare, in qualità di wild-card, il Gran Premio d'Italia in sella ad una Yamaha del team Speed Action by Andreozzi RC chiudendo la gara con un ritiro. Dal Gran Premio di Portogallo a Portimão, corre nel campionato mondiale Superbike in sella ad una Yamaha YZF-R1 del team Guandalini Racing in qualità di pilota sostitutivo. Chiude la stagione al venticinquesimo posto in classifica piloti con quattordici punti ottenuti. Nel 2018 partecipa, in qualità di wild card, alla gara inaugurale del campionato europeo Superstock 1000 chiudendola al sesto posto, i punti così ottenuti gli consentono di chiudere al ventesimo posto in classifica piloti. Sempre nel 2018, oltre a correre come pilota titolare nel campionato italiano Superbike, è chiamato a sostituire Karel Hanika in sella alla Yamaha YZF-R1 del team Guandalini Racing in occasione del Gran Premio di Misano nel mondiale Superbike. Ottiene un punto che gli consente di chiudere la stagione al trentunesimo posto in classifica piloti. Nel 2019 disputa la gara finale del CIV Superbike a Vallelunga conquistando quattro punti. Nel 2020 è pilota titolare nel campionato italiano Superbike. In sella ad una Ducati Panigale V4 R del team ZPM Racing, termina la stagione all'undicesimo posto conquistando trentaquattro punti. Nel 2021 disputa cinque gare nel campionato italiano Superbike. In sella ad una Honda del team DMR Racing, termina la stagione al tredicesimo posto conquistando trentaquattro punti.
Nel 2022, con la stessa motocicletta della stagione precedente, disputa le ultime quattro gare del campionato italiano Superbike con The Blacksheep Team in sostituzione di Agostino Santoro (passato al team DMR). Conquista ventisette punti classificandosi diciassettesimo.

## Risultati in gara

### Motomondiale
| 2011 | Classe | Moto |  |  |  |  |  |  |  |  |  |    |  |  |    |  |  |  |  |  | Punti | Pos. |
| ---- | ------ | ---- |  |  |  |  |  |  |  |  |  | -- |  |  | -- |  |  |  |  |  | ----- | ---- |
| 2011 | Moto2  | FTR  |  |  |  |  |  |  |  |  |  | NE |  |  | 29 |  |  |  |  |  | 0     |      |

| 2012 | Classe | Moto     |  |  |  |  |  |    |  |     |     |    |     |    |    |    |    |    |    |    | Punti | Pos. |
| ---- | ------ | -------- |  |  |  |  |  | -- |  | --- | --- | -- | --- | -- | -- | -- | -- | -- | -- | -- | ----- | ---- |
| 2012 | Moto2  | Speed Up |  |  |  |  |  | 29 |  | Rit | Rit | NE | Rit | 24 | 22 | 30 | 25 | SQ | 22 | 23 | 0     |      |

| Legenda | 1º posto        | 2º posto            | 3º posto            | A punti      | Senza punti        | Grassetto – Pole position Corsivo – Giro più veloce |
| Legenda | Gara non valida | Non qual./Non part. | Ritirato/Non class. | Squalificato | '-' Dato non disp. | Grassetto – Pole position Corsivo – Giro più veloce |

### Campionato mondiale Supersport
| 2012 | Moto   |  |  |  |  |  |    |  |  |  |  |  |  |  |  | Punti | Pos. |
| ---- | ------ |  |  |  |  |  | -- |  |  |  |  |  |  |  |  | ----- | ---- |
| 2012 | Yamaha |  |  |  |  |  | 20 |  |  |  |  |  |  |  |  | 0     |      |

| Legenda | 1º posto        | 2º posto            | 3º posto           | A punti      | Senza punti        | Grassetto – Pole position Corsivo – Giro più veloce |
| Legenda | Gara non valida | Non qual./Non part. | Ritirato/Non class | Squalificato | '-' Dato non disp. | Grassetto – Pole position Corsivo – Giro più veloce |

### Campionato mondiale Superbike
| 2014 | Moto     |     |    |    |    |    |     |    |    |    |    |    |     |     |    |    |    |    |   |    |     |     |    |     |    |  |  |  |  | Punti | Pos. |
| ---- | -------- | --- | -- | -- | -- | -- | --- | -- | -- | -- | -- | -- | --- | --- | -- | -- | -- | -- | - | -- | --- | --- | -- | --- | -- |  |  |  |  | ----- | ---- |
| 2014 | Kawasaki | Rit | 17 | 19 | 16 | 17 | Rit | 15 | 17 | 14 | 15 | 12 | Rit | Rit | 15 | 15 | 16 | 16 | 9 | 12 | Rit | Rit | NP | Rit | 15 |  |  |  |  | 22    | 19º  |

| 2017 | Moto   |  |  |  |  |  |  |  |  |  |  |  |  |  |  |  |  |  |  |    |    |    |    |    |    |     |    |  |  | Punti | Pos. |
| ---- | ------ |  |  |  |  |  |  |  |  |  |  |  |  |  |  |  |  |  |  | -- | -- | -- | -- | -- | -- | --- | -- |  |  | ----- | ---- |
| 2017 | Yamaha |  |  |  |  |  |  |  |  |  |  |  |  |  |  |  |  |  |  | 17 | 12 | 17 | 13 | 14 | 14 | Rit | 13 |  |  | 14    | 25º  |

| 2018 | Moto   |  |  |  |  |  |  |  |  |  |  |  |  |  |  |  |  |    |     |  |  |  |  |  |  |  |  |  |  | Punti | Pos. |
| ---- | ------ |  |  |  |  |  |  |  |  |  |  |  |  |  |  |  |  | -- | --- |  |  |  |  |  |  |  |  |  |  | ----- | ---- |
| 2018 | Yamaha |  |  |  |  |  |  |  |  |  |  |  |  |  |  |  |  | 15 | Rit |  |  |  |  |  |  |  |  |  |  | 1     | 31º  |

| Legenda | 1º posto        | 2º posto            | 3º posto           | A punti      | Senza punti        | Grassetto – Pole position Corsivo – Giro più veloce |
| Legenda | Gara non valida | Non qual./Non part. | Ritirato/Non class | Squalificato | '-' Dato non disp. | Grassetto – Pole position Corsivo – Giro più veloce |